# ITF Madrid
Das ITF Madrid ist ein Tennisturnier der ITF Women’s World Tennis Tour, das in Madrid ausgetragen wird. Veranstaltungsort des Turniers ist der Club de Campo Villa de Madrid.
Offizielle Namen der Turniere bis heute:
- 2022–: Open Villa de Madrid

## Siegerliste

### Einzel
| Jahr | Kategorie | Siegerin       | Finalgegnerin       | Ergebnis |
| ---- | --------- | -------------- | ------------------- | -------- |
| 2022 | W80       | Aliona Bolsova | Tamara Korpatsch    | 6:4, 6:2 |
| 2023 | W100      | Olga Danilović | Sara Sorribes Tormo | 6:2, 6:3 |

### Doppel
| Jahr | Kategorie | Siegerinnen                     | Finalgegnerinnen                    | Ergebnis |
| ---- | --------- | ------------------------------- | ----------------------------------- | -------- |
| 2022 | W80       | Alionva Bolsova Rebeka Masarova | Lea Bošković Daniela Vismane        | 6:3, 6:3 |
| 2023 | W100      | Mai Hontama Eri Hozumi          | Eleni Christofi Despina Papamichail | 6:0, 7:5 |

## Quelle
- ITF Homepage